# Isfjorden, Svalbard

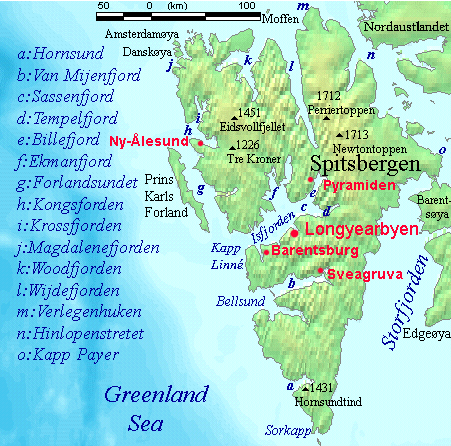
Karta över Spetsbergen med Isfjorden med sidofjordar markerat mitt på kartan.

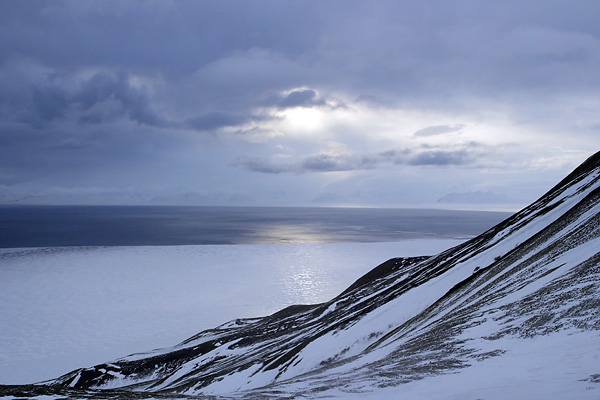
Utsikt mot Isfjorden.

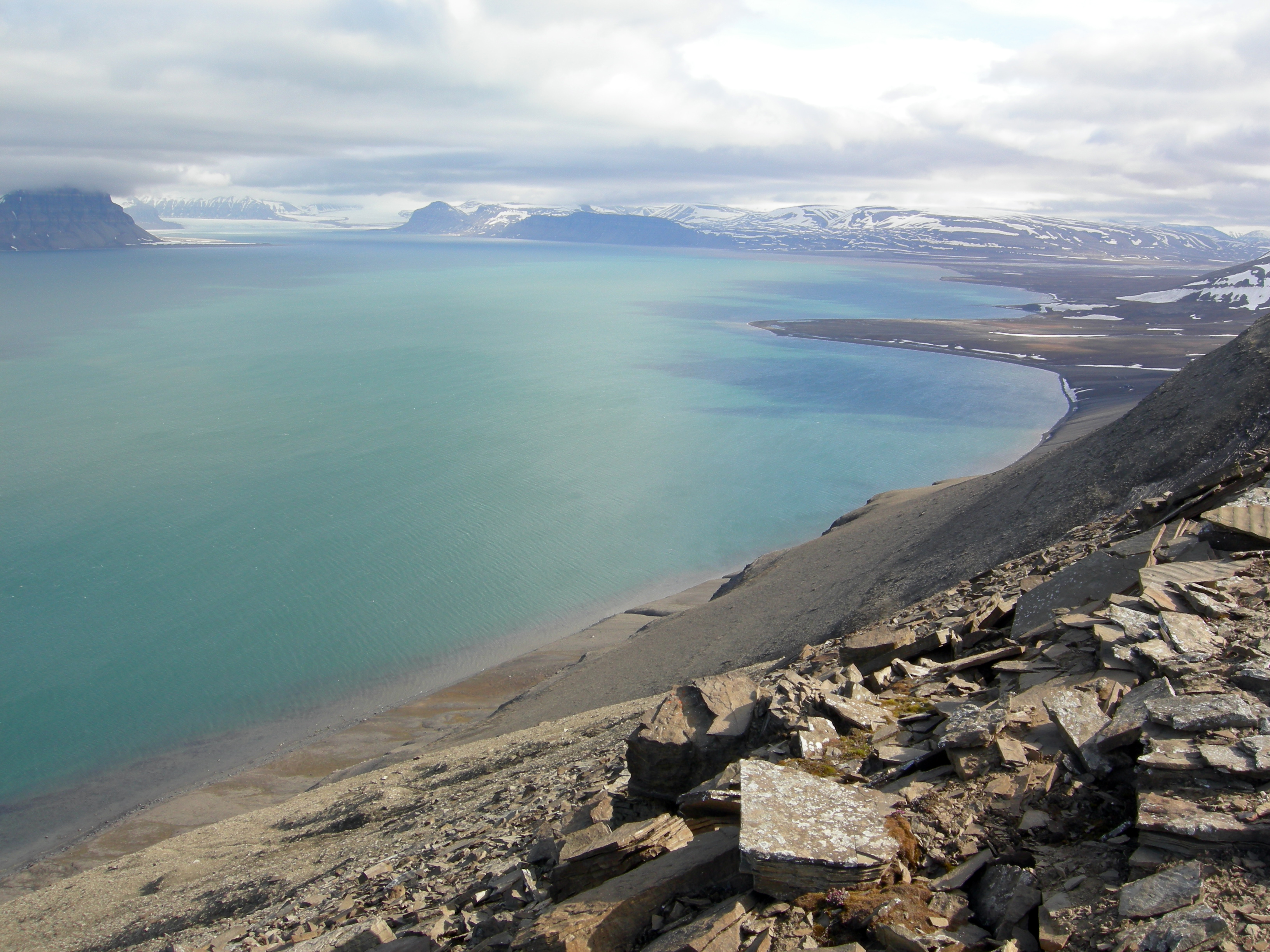
Isfjordens sydsida sett från De Geerberget öster mot utloppet av Sassendalen.

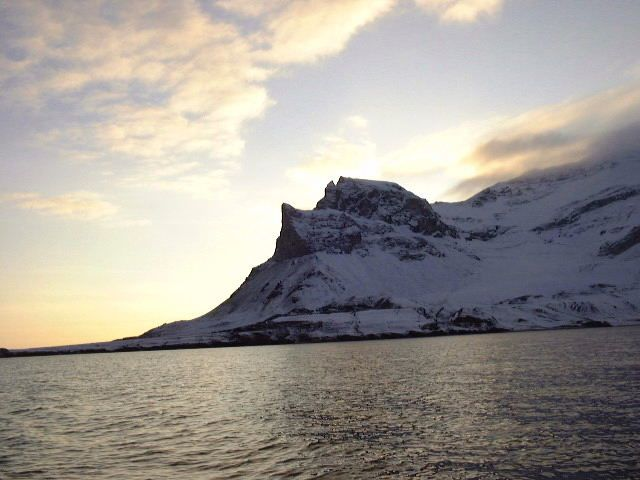
Berget Alkhornet ytterst vid mynningen av Isfjorden.

Isfjorden är en fjord på västsidan av Spetsbergen i Svalbard. På sydsidan av fjorden ligger halvön Nordenskiöld Land, och på nordsidan Oscar II Land och Dickson Land. Isfjorden mynnar ut i Norra Ishavet med avgränsningar till Kap Linné och Isfjord radio på sydkusten och Daudmannsudden på nordkusten. Fjorden är 107 kilometer lång och är den näst längsta fjorden på Svalbard efter Wijdefjorden på 108 kilometer. På det bredaste är fjorden 24 kilometer bred. Från Isfjorden går det flera sidofjordar: Grønfjorden med Barentsburg, Adventfjorden med Longyearbyen, Sassenfjorden, som innerst heter Tempelfjorden, Billefjorden med Pyramiden och Nordfjorden, som delar sig i Dicksonfjorden och Ekmanfjorden.
Mynningen av fjorden präglas av avrundade berg och grundfjäll. På sydsidan, innanför Grønfjorden, finns platåformade berg på upp emot 1.000 meters höjd. Dessa berg härstammar från  devon- och tertiärtiden, och de tertitära lagren innehåller kol.
Runt fjorden ligger flera av de nuvarande och tidigare bosatta områdena på Svalbard: Barentsburg, Longyearbyen och de nedlagda Brucebyen, Ankershamn, Grumantbyen, Hiorthhamn och Pyramiden. Ytterst i fjorden, på sydsidan, ligger den tidigare radiostationen Isfjord radio. Vid Isfjorden ligger också det enda kvarvarande norskägda kolkraftverket, Longyear Energiverk.
På grund av lokala klimatförhållanden har nordsidan av fjorden flera ispartier som slutar med fronten i havet, medan sydsidan endast har is innerst i Grønfjorden, där alla slutar på land. Det finns tre fågelreservat i Isfjorden; på Kap Linné, Boheman och Gåsøyane.

## Landskap
Isfjorden skär relativt djupt in i landet och omringas av höga fjäll, speciellt längs den södra kusten och längst in i öst. Fjorddjupet är upp emot 250 meter, medan fjällen i söder når upp till 1 050 meter över havet, och i öst 1 106 meter över havet. Längs nordkusten är fjällen något lägre, och det finns en del låglandsområden längs kusten.
Landområdena (landskapen) runt fjorden är, i medurs med klockan från nordväst till sydväst:
- Oscar II Land
- James I Land
- Dickson Land
- Bünsow Land
- Sabine Land
- Nordenskiöld Land

Erosion och glaciala processer i kvartär (sista två miljoner år) bidrog till att forma ut U-dalar och erodera det som blev Sassenfjorden, Petuniabukta, Grønfjorden och Adventfjorden. Plattare och jämnt formade fjällsidor i Isfjordens östliga områden har sin bakgrund i att mjukare skiffer har blivit eroderade starkare än hårdare sandsten, där sistnämnda står kvar som formationen när skifferstenen är borta.